# Montmirail, Sarthe
Montmirail là một xã thuộc tỉnh Sarthe trong vùng Pays-de-la-Loire phía tây bắc nước Pháp. Xã này nằm ở khu vực có độ cao từ 122-227 mét trên mực nước biển.